# NGC 7459
NGC 7459 ist ein verschmelzendes Galaxienpaar im Sternbild Fische. Es ist schätzungsweise 545 Millionen Lichtjahre von der Milchstraße entfernt.
Das Objekt wurde am 14. Oktober 1884 von Lewis Swift entdeckt.